# Ferrocarril de Castro-Urdiales a Traslaviña
La línea de ferrocarril de Castro-Urdiales a Traslaviña fue una bifurcación del ferrocarril Santander-Bilbao, que comenzaba en Traslaviña, en el municipio de Arcentales (Vizcaya), y finalizaba tras 22 km en Castro-Urdiales (Cantabria). Las obras se prolongaron desde 1895 hasta 1899 y el tramo se cerró al tráfico el 15 de enero de 1966. Debido a la dificultad de la orografía, constaba de 16 viaductos y 13 túneles que sumaban 3.248 m, destacando el de Muñecas, que con 1,6 km fue uno de los mayores de la red española de vía estrecha.

## Historia
Tras la construcción en 1892 de la línea de Castro-Urdiales a Alén, sólo para transporte de mineral, nace la línea a Traslaviña con dos objetivos: el primero de ellos era el transporte de mineral de hierro en la cuenca de Castro, Somorrostro y Galdames, entre las minas de Sopuerta, Setares (Otañes) y Dícido y los cargaderos de mineral de la costa castreña. Por otra parte, buscaba mejorar el transporte de pasajeros de Castro Urdiales a la cercana ciudad de Bilbao, a cuya estación de Concordia llegaba el servicio directo de tren.
Como cabecera de línea se construyó entre 1899 y 1902 la estación de ferrocarril de Castro-Urdiales, diseñada por el arquitecto castreño Eladio Laredo. Era un edificio de cuatro plantas decorado por Daniel Zuloaga que, tras el cierre de la línea en los años 60, fue demolido en 1974.
La explotación de la línea fue cada vez más ruinosa, hasta el punto de que la empresa promotora tuvo que renunciar a su gestión en 1921. Un año más tarde, Explotación de Ferrocarriles por el Estado se hace cargo de la línea, que siguió en agonía hasta su cierre definitivo en 1966.
Tras años en desuso, se desmantela la vía férrea, quedando como único testigo de la misma el trazado que atraviesa los parajes, además de infraestructuras como túneles, puentes y algunas estaciones que van deteriorándose con el tiempo. En 2006 el Ayuntamiento de Castro-Urdiales comienza la recuperación como vía verde de 10,5 km de la línea de ferrocarril, desde el apeadero de Los Corrales hasta el túnel de Herreros, con el nombre de Vía Verde del Mioño, en alusión al río Mioño. Esta acción se integra en un proyecto más ambicioso que tiene como objetivo reconvertir 50 km de antiguos trazados de líneas férreas del municipio en vías verdes. Por otra parte, los túneles de Ocharán en Castro-Urdiales fueron adecuados para el tráfico de automóviles, siendo en 2008 objeto de un concurso de ideas para un nuevo acondicionamiento.

## Recorrido
Esta línea de ferrocarril de ancho de vía métrico salía de la estación de Traslaviña, en el empalme con la línea que une Santander y Bilbao, y descendía por el valle del río Barbadún hasta la localidad de Sopuerta. Posteriormente cruzaba el Puerto de Muñecas mediante un túnel de 1,6 km que le llevaba a Otañes y luego a Castro tras cruzar otro túnel de 400 m en Mioño. A continuación se muestran los elementos más importantes de la línea:
- Cargaderos de mineral en la ensenada de Urdiales
- Puente
- Túnel del Vizconde (125 m)
- Estación de Castro-Urdiales (desaparecida)
- Túneles de Ocharán
- Puente sobre el río Brazomar
- Estación de Mioño
- Apeadero de Los Corrales
- Estación de Otañes
- Apeadero de Herreros
- Túnel de Muñecas
- El Castaño-Las Barrietas
- El Castaño-Labatuga
- Estación de Las Barrietas
- Estación de Traslaviña, empalme con el ferrocarril de Santander a Bilbao

## Curiosidades
- El padre de Ataúlfo Argenta fue uno de los jefes de la estación de Castro-Urdiales.[3]